# Campylocheta inclinata
Campylocheta inclinata är en tvåvingeart som först beskrevs av Villeneuve 1915.  Campylocheta inclinata ingår i släktet Campylocheta och familjen parasitflugor.
Artens utbredningsområde är Madagaskar. Inga underarter finns listade i Catalogue of Life.